# محاصره پترا (۵۵۰–۵۵۱)
محاصره پترا در سال ۵۵۰ و ۵۵۱ به رهبری بساس فرمانده بیزانسی علیه پادگان نظامی ساسانی در پترا در جریان جنگ لازستان رخ داد. نیروهای پشتیبانی ساسانی نتوانستند به موقع برسند و پترا پس از محاصره‌ای طولانی سقوط کرد. استحکامات آن نیز برچیده شد تا اطمینان حاصل شود که این سنگر استراتژیک دیگر مورد استفاده ساسانیان قرار نخواهد گرفت. روند این نبرد سخت مفصلا توسط پروکوپیوس ثبت شده است.